# علي قلي ميرزا
علي قلي ميرزا اعتضاد السلطنة (بالفارسية: علیقلی میرزا قاجار) (7 ديسمبر 1822 – 14 ديسمبر 1880) هو أمير من السلالة القاجارية وابن فتح علي شاه. شغل منصب وزير العلوم الأول في تاريخ إيران فضلًا عن إدارة دار الفنون في الدولة القاجارية.